# Tipula (Tipula) subaptera
Tipula (Tipula) subaptera is een tweevleugelige uit de familie langpootmuggen (Tipulidae). De soort komt voor in het Afrotropisch gebied.